# München (film, 2005)
A München (Munich) 2005-ben bemutatott, megtörtént eseményeket feldolgozó, történelmi thriller, Steven Spielberg  rendezésében, mely George Jonas (Jónás György) Megtorlás: egy izraeli antiterrorista csoport igaz története című regénye alapján készült. A film az 1972-es müncheni olimpiai játékokon történt terrortámadást és az utána következő izraeli megtorlást dolgozza fel. Azt a titkos izraeli különítményt követi nyomon, melynek feladata a müncheni mészárlással gyanúsított 11 palesztin felkutatása és likvidálása volt, valamint azt boncolgatja, milyen személyes áldozatokat követelt ez a bosszúakció a csapattól és annak vezetőjétől.
A film megjelent Magyarországon DVD-n is.

## Szereplők
| Szerep         | Színész                | Magyar hangja (1. szinkron, 2008) | Magyar hangja (2. szinkron, 2019) |
| -------------- | ---------------------- | --------------------------------- | --------------------------------- |
| Avner Kaufman  | Eric Bana              | Stohl András                      | Szatory Dávid                     |
| Steve          | Daniel Craig           | Kőszegi Ákos                      | Stohl András                      |
| Carl           | Ciarán Hinds           | Koroknay Géza                     | Törköly Levente                   |
| Robert         | Mathieu Kassovitz      | Stern Dániel                      | Mikula Sándor                     |
| Hans           | Hanns Zischler         | Láng József                       | Maday Gábor                       |
| Daphna Kaufman | Ayelet Zurer           | Huszárik Kata                     | Huszárik Kata                     |
| Ephraim        | Geoffrey Rush          | Varga Tamás                       | Kardos Róbert                     |
| Avner anyja    | Gila Almagor           | Szabó Éva                         | N/A                               |
| Papa           | Michael Lonsdale       | Szersén Gyula                     | Barbinek Péter                    |
| Louis          | Mathieu Amalric        | Seder Gábor                       | Czvetkó Sándor                    |
| Andreas        | Moritz Bleibtreu       | Varga Gábor                       | N/A                               |
| Tony           | Yvan Attal             | Holl Nándor                       | N/A                               |
| Sylvie         | Valeria Bruni Tedeschi | N/A                               | N/A                               |

## A regény hitelessége
A Megtorlás (Vengeance) című regény kapcsán éles viták alakultak ki. A magyar származású író és a neki nyilatkozó – állítólag – volt Moszados tiszt állítja, de Izrael és az izraeli legfelsőbb bíróság tagadja a történet hitelességét. A bíróság kimondta, hogy a férfi sohasem volt Moszados, csak légijárat kísérő. Izrael hivatalosan sosem ismeri el, hogy a Moszad végezte a megtorlásokat.[forrás?]
A rendező Steven Spielberg – aki Budapesten forgatta a film java részét – egyetlen áldozat családját, egyetlen illetékest sem keresett meg, ami nagy botrányokat váltott ki. Minden oldalról (az izraeli áldozatok családtagjai, néhány Moszados és az elkövető terrorszervezet, a Fekete szeptember) hiteltelennek, képmutatónak nevezték a filmet.[forrás?]